# Torre de Sant Dionís
La Masia de la Farga o Torre de Sant Dionís és un mas fortificat al nucli de Salt (el Gironès) catalogat a l'Inventari del Patrimoni Arquitectònic de Catalunya. Es desconeixen aspectes històrics de l'edifici, llevat que al segle xviii hi funcionà una farga d'aram. Aixecat probablement als segles xiv i xv, es tracta d'una masia que posseeix un accentuat caràcter de fortificació amb una torre de defensa.
La masia està formada per dos cossos rectangulars però concebuts com un únic espai. El parament es troba arrebossat i conserva alguns finestrals, a la façana principal, allindats i un altre amb llinda plana decorat amb un arc conopial.
A l'angle sud-oest hi ha adossada una torre, de planta quadrada, de 5 per 5,5 metres, disposant de planta baixa i tres pisos, amb una alçada de 15 metres. Disposa de diverses espitlleres, tant al primer com en el segon pis. Al tercer pis hi ha finestres emmarcades amb carreus, on es conserven els permòdols per a mantellets. La masia, coetània amb la torre, ha estat molt modificada en època moderna i contemporània.